# Chiesa dell'Ecce Homo al Cerriglio
La chiesa dell'Ecce Homo al Cerriglio è uno storico luogo di culto congregazionale di Napoli, ubicato in via del Cerriglio.

## Storia e descrizione
L'oratorio con l'arciconfraternita venne fondato da padre Lorenzo Fasano nel 1620 usufruendo di alcuni terreni sottostanti alla chiesa di Santa Maria la Nova e localizzati nella zona del Cerriglio. Nel 1656 l'arciconfraternita, di origini povere, poté arricchirsi con lasciti donati dai colpiti della peste che vollero acquistare le indulgenze.
L'edificio è compreso nell'insula della chiesa di Santa Maria la Nova ed è unificato ad essa da una scala santa; nell'interno presenta una decorazione rococò dovuta al successivo restauro avvenuto nel XVIII secolo come ingrandimento degli ambienti e dei locali. 
L'interno, a cui si accede tramite una scala di 33 gradini, si caratterizza per gli affreschi del soffitto firmati da Crescenzo Gamba, il bel pavimento maiolicato settecentesco e le varie tele  raffiguranti scene della Passione di Cristo lungo le pareti. In fondo all'aula è collocato l'altare maggiore sopra il quale svetta un baldacchino ornamentale, sorretto scenograficamente da due putti in stucco, ad avvolgere la teca con l'antica statua lignea dell'Ecce Homo. Degna di menzione è anche la pregiata cantoria lignea con l'organo settecentesco situata sulla controfacciata.